# Colonie du Dahomey
Pour les articles homonymes, voir Dahomey.
1894–1958
Entités précédentes :
- Royaume de Dahomey
- Royaume de Porto Novo

Entités suivantes :
- République du Dahomey

La colonie du Dahomey est une colonie française qui existe de 1894 à 1958, constituée à partir du royaume du Dahomey. Elle fait partie de l'Afrique-Occidentale française.
Elle est constituée à la fin de la seconde Guerre du Dahomey et demeure une colonie jusqu'à la proclamation de la république du Dahomey.
Son territoire correspond à l'actuelle république du Bénin, du fait de la rebaptisation du Dahomey en 1975.

## Histoire
À la suite de la conquête coloniale française, les Établissements du Bénin, qui étaient rattachés à la colonie du Sénégal depuis juillet 1886, deviennent une colonie autonome en 1893, avant de prendre le nom de colonie du Dahomey et dépendances par un décret du 22 juin 1894. L'extension du nom de Dahomey, qui ne désignait à l'origine que le royaume du Dahomey, à l'ensemble de la colonie répondait à la fois à une volonté de justification et de glorification d'une conquête relativement difficile, tout en évitant de possibles amalgames avec les territoires du royaume du Bénin (1150c-1897) annexés par les Britanniques (sud-ouest de l'actuel Nigeria). La nouvelle colonie ne perd son autonomie qu'en 1904 lors de son incorporation à l'Afrique-Occidentale française (AOF).
Le 1er août 1960, le Dahomey est indépendant et devient la République du Dahomey. Il est renommé République populaire du Bénin le 30 novembre 1975. À la fin du régime marxiste-léniniste en 1990, le nom de Bénin est conservé.

Afrique de l'Ouest, 1875
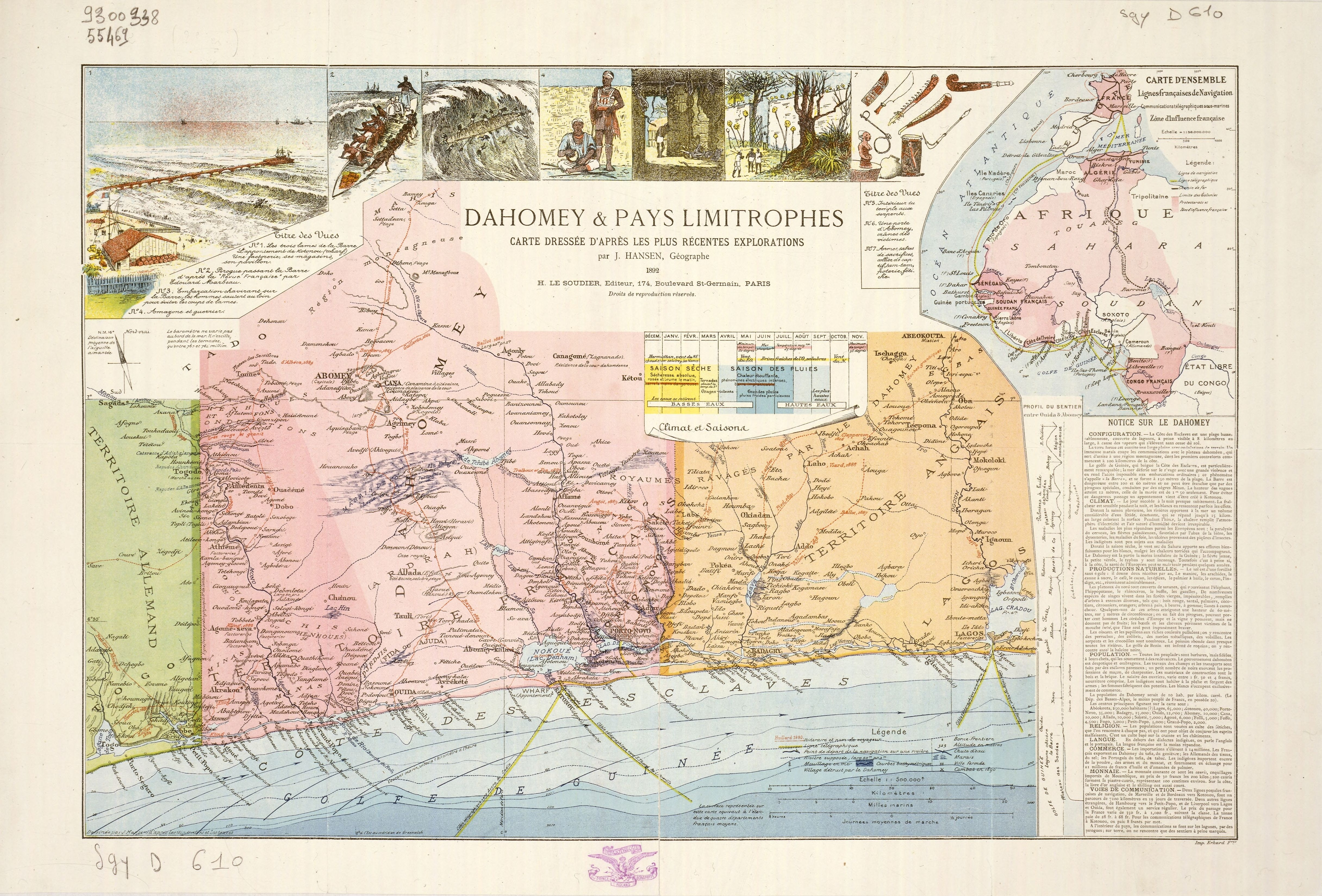
Dahomey (en rose) et pays limitrophes, 1892
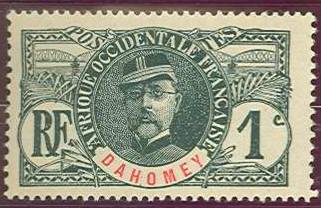
Timbre Faidherbe, 1906
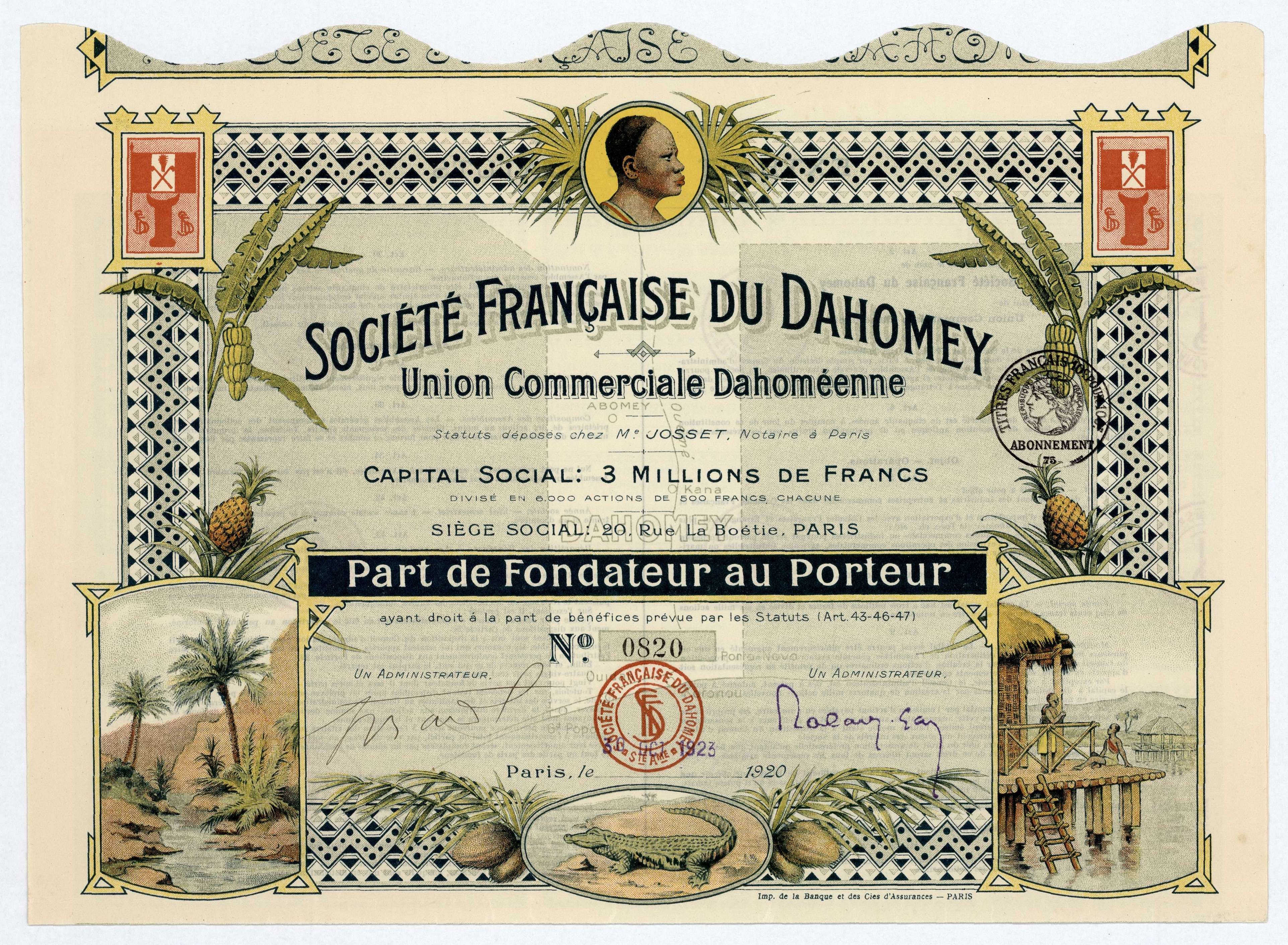
Société Française du Dahomey, 1923
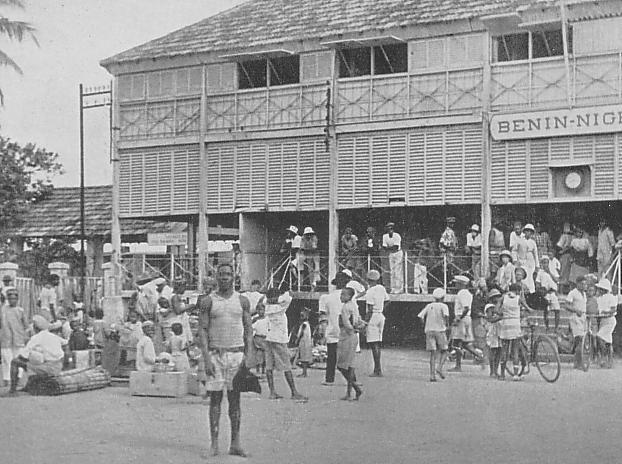
Gare de Cotonou, années 1930

## Source
- Cet article est partiellement ou en totalité issu de l'article intitulé « Royaume du Dahomey » (voir la liste des auteurs).